# Jorge García (halterófilo)
Jorge Eduardo García Bustos (Linares, 22 de abril de 1987) es un halterófilo chileno. Ganó dos medallas de bronce en el Campeonato Panamericano de Halterofilia de 2012, y una medalla de plata en el Campeonato Suramericano de Levantamiento de Pesas de 2012, ambas en la categoría de 105 kg. Además, participó en los Juegos Olímpicos de Londres 2012, ocupando el 11.° lugar en la categoría de 105 kg.

## Carrera
En los Juegos Suramericanos de Medellín 2010 se quedó con el cuarto lugar en envión. Ese mismo año terminó 11º en el Campeonato Panamericano que se realizó en Guatemala. En 2011, en los Juegos Panamericanos Guadalajara 2011 quedó en sexto lugar. En 2012 fue segundo en la modalidad de envión en el campeonato panamericano específico de la especialidad y tercero en total olímpico.
En los Juegos Olímpicos de Londres 2012, se ubicó en la 11.° posición tras alcanzar la 15.° posición en arranque con 150 kilos y la 13.° posición en envión, con 191 kilos.
Sus mejores marcas a la fecha son 153 kilos en arranque y en 190 envión.

## Palmarés internacional
| Campeonato Panamericano | Campeonato Panamericano      | Campeonato Panamericano | Campeonato Panamericano |
| Año                     | Lugar                        | Medalla                 | Categoría               |
| ----------------------- | ---------------------------- | ----------------------- | ----------------------- |
| 2012                    | Antigua Guatemala, Guatemala | Medalla de bronce       | 105 kg Arranque         |
| 2012                    | Antigua Guatemala, Guatemala | Medalla de plata        | 105 kg Envíon           |
| 2012                    | Antigua Guatemala, Guatemala | Medalla de bronce       | 105 kg Total Olímpico   |
| Campeonato Suramericano |                              |                         |                         |
| Año                     | Lugar                        | Medalla                 | Categoría               |
| 2012                    | Maracaibo, Venezuela         | Medalla de plata        | 105 kg Arranque         |
| 2012                    | Maracaibo, Venezuela         | Medalla de plata        | 105 kg Envíon           |
| 2012                    | Maracaibo, Venezuela         | Medalla de plata        | 105 kg Total Olímpico   |